# Јован И. Деретић
Јован Илић Деретић (Оровац код Требиња, 8. јануар 1939 — Београд, 6. јун 2021) био је српски псеудоисторичар, публициста, политичар и инжењер. Био је истакнути заговорник псеудонаучне аутохтонистичке теорије о пореклу Срба. Деретић је био народни посланик у петом сазиву Народне скупштине Републике Србије од 2001. до 2004. године, испред Партије српског прогреса, која је учествовала на изборима у коалицији са Странком српског јединства.

## Биографија
Студирао је на Природно-математичком факултету 1961/62. године, а 1963. године је напустио Југославију и отишао најпре у Француску, где је студирао од 1964. до 1966. године на Техничком колеџу у Паризу, а потом је од 1967. до 1970. године студирао историју у Лиону. Стекао је почасни докторат права (LLD) у САД.
Радио је у периоду између 1966. и 1997. у техничкој струци - инжењеринг у фирмама у Француској и Америци, а последњих шест година у Чикагу. Више година је био уредник Америчког Србобрана. До 1997. године живео је у Чикагу када се преселио у Београд. Поред српског и енглеског језика, говорио је француски и руски, а служио се немачким, италијанским, латинским и старогрчким.
Главни предмет његовог истраживања јесте била српска античка историја, коју званична историографија не познаје. Његови текстови говоре о наводном постојању српске античке историје од 2000. године п. н. е, па до 6. века нове ере, када су по званичној историји, Срби дошли на Балкан заједно са другим словенским народима.
Учествовао је и на три међународна конгреса у Санкт Петербургу, на којима је представио своје радове:
1. Први међународни конгрес Академије фундаменталних наука, одржан је од 12. до 14. маја 2008. године на ком је др Деретић представио свој рад „Доћириловска писменост“, и представио је српско-руско (рашанско) писмо, звано србица;[5]
2. Други конгрес Института за старословенске и староазијске цивилизације је одржан од 12. до 14. маја 2009. године, и ту је др Деретић представио своје излагање о досељавању Албанаца на Балкан;[6]
3. Трећи конгрес Института за старословенске и староазијске цивилизације је одржан од 12. до 14. маја 2010. године, и ту је председавао секцијом о српско-рашанској култури.[7]

### Политичка каријера
На парламентарним изборима 2000. године, постао је народни посланик испред Партије српског прогреса, чији су кандидати били на листи Странке српског јединства Жељка Ражнатовића Аркана. На парламентарним изборима 2007. године је био кандидат за народног посланика на изборној листи Демократске заједнице Србије др Обрена Јоксимовића, која није прешла цензус.
У децембру 2009. године, покушао је да учествује на поновљеним локалним изборима у Градској општини Вождовац, као носилац листе Покрет за Вождовац, али та листа није испунила неопходне услове за учешће на изборима.
Године 2011. основао је удружење грађана Слободна Србија.

### Смрт
Преминуо је 6. јуна 2021. године. Сахрањен је 12. јуна у Алеји заслужних грађана на Новом гробљу у Београду.

## Становишта
Деретић сматра да је историја српског народа измењена под притиском Аустроугарске и Ватикана на Берлинском конгресу након чега у Србији почиње да се крије античка историја српског народа и српском народу се намеће прича да је на Балканско полуострво дошао током Велике Сеобе Словена на Балкан. Деретић сматра да је данашња историја о српском народу написана на основу одељка Константина VII Порфирогенита О народима. По њему овај одељак је измишљен и неколико векова касније убачен у ово дело како би се променила историја.
Неке од тврдњи о историји српског народа које је промовисао Јован И. Деретић у својим радовима су:
- Велике сеобе Словена на Балкан није било већ су Словени на Балкану аутохтон народ који су антички писци другачије називали. Тако су Илири, Трачани, Дачани, Дарданци и други само различита имена за српски народ.
- Александар Велики је заправо српски војсковођа Александар Карановић и он је трећи српски војсковођа који је у свом походу на исток дошао до Индије. Пре њега су то учинили Нино Белов и Сербо Макаридов (Херакле).
- Остали словенски народи су проистекли из српског народа.
- Хрвати су пореклом аварско племе које је примило српски језик.
- Српско писмо (србица) је најстарије европско писмо из кога су се развила сва каснија европска писма.[9]
- Душаново царство је обухватало значајно веће територије.

### Име Срба
Деретић наводи да је Сербон поштован као врховни бог код Срба који је био присутан свуда где је српски народ досегао. Да ли је сам бог добио име по народу, или народ по богу, како каже, још није откривено. Сербон има и своје двојнике код других народа, Грка и Римљана, али се његова улога ни код њих није променила, образлаже Деретић. Сербон је био бог рата, ратничког сталежа код Срба. Деретић тврди да је први који је дао правилан топоним о српском имену био Херодот. Херодот каже да се на Средоземном мору, тачније на источном делу Средоземног мора налази један залив за који су стари Грци мислили да је језеро. Херодот то језеро назива „сербонидос лимне“ на старогрчком језику, што Деретић тумачи као „српско језеро“. Други облик чистог српског имена Деретић налази код римског писца Плинија и географа Птолемеја, који помињу сарматско племе Сербои, у пределу Кавказа. У области античког Епира Деретић налази три топонима о наводном српском имену: Сербијани, Сербијана и Сербијане. У пределу античке Грчке, тачније у Аркадији наводи место које се назива Сербон. Деретић сматра да је место добило име ако не по самом богу Сербону онда по храму тог бога који се на том месту наводно налазио. Такође, и антички римски град Сербинум повезује са српским именом, наводећи да се ради о данашњем Загребу. У Енглеској, на британском острву, Деретић тврди да је постојало место које се звало Серберијам, и то име је наводно очувано кроз цео антички и средњовековни период све до 15. и 16. века када је тај назив промењен у Салзбери, истиче Деретић. То су називи у којима је наводно очувано „правилно српско име“. Поред ових, Деретић налази нешто измењена српска имена у којима је дошло до замене једног од сугласника, па тако за град Софију који се у античком звао Сердика, Деретић тврди да се звао Сербика. Иначе, што се тиче правог, односно изворног назива за Србе, Деретић тврди да он гласи „Серби“.

### Подунавље као прапостојбина
Деретић истиче да се поред египатске цивилизације на Нилу, и месопотамске између Тигра и Еуфрата, развила и подунавска цивилизација на обалама реке Дунав, и да је била много напреднија од осталих. По његовим речима, прва земљорадња и прва обрада метала су биле заступљене баш на овом подручју. Прерада бронзе је у Подунављу била заступљена у 6. миленијуму п. н. е, а земљорадња у 3. миленијуму код Старчева и 4. миленијуму код Лепенског Вира тврди Деретић. Затим се, по његовим речима, у Подунављу развила грнчарија, и наводећи предмете који су ископани у Винчи, Деретић говори о великој уметности и стилу у њиховој изради. Деретић говори и о првим божанствима у Подунављу, па се поред Сунца као извор живота обожавао и Месец као божанство плодности и тврди да се на тим ископинама налази и симбол из данашњег грба Србије, 4 оцила. Међутим по његовом схватању то нису 4 оцила већ 4 млада месеца и истиче да се они налазе на свим осликавањима богиње Сербоне, богиње плодности. Као највеће достигнуће подунавске цивилизације Деретић истиче писмо „србицу“, и тврди да су од њега настала каснија писма, римска, грчка и јеврејска. Деретић наводи да се ова цивилизација ширила у правцу 7 река и набраја свето седморечје, Драва, Сава, Дрина, Морава, Дунав, Тиса и Тамиш. Међутим, развојем цивилизације и техничким достигнућима јавља се и потреба за освајање простора који нису изворно били њен део, па Деретић наводи три велика похода из правца Подунавља ка Малој Азији, Персији и Индији под вођством три освајача: Нина Белова, Серба Макеридова (Херакле) и Александра Великог.

### Приступ библијској етнографији
Деретић се у својим делима „Серби народ и раса - Нова Вулгата”, ”Античка Србија” и другим бави анализом библијске етнографије, односно тумачењем распореда племена датих у Књизи постања. У Старом Завету, у књизи Постања, или Изорода како је дато у неким преводима, након потопа, даје се опис Нојеве лозе и племена тј. народа која су тако настала. Нојев потомак Јафет, са својим синовима, представља разне народе, међу којима Деретић налази и Србе. Деретић побија конвенционална тумачења етнографије Изорода, у којима се сва племена траже у географској блискости са Јеврејима, и наставља тезу Бошара о томе да Изород описује племена целе Европе, Северне и Источне Африке и Азије до Инда.
”Серби народ и раса - Нова Вулгата” је дело које је скоро у целости базирано на Старом Завету, који представља битан извор и у другим његовим делима. Међутим, Деретић Стари завет не узима као чврст историјски извор, него као основ за разматрање историје и упоређује са другим античким изворима, те тако изводи закључке повезујући античке писце, разне археолошке налазе, Стари Завет и друго...
Деретић даје приказ о томе како је у античко време историја често показивана кроз призму знања којим влада одређени народ. Тако објашњава како стари Грци немају конкретног знања о пределима северно од Дунава, па тако ни о народима који тамо живе, па их све називају ”Хиперборејцима” (што се преводи као ”народи преко-буре”), Скитима и др. Даје велики број таквих примера код старих писаца, који се преносе до данашњих дана и тако стварају криву слику историје. Потом наводи и његова тумачења, која поткрепљује тумачењима других историчара (Јосиф Флавије, Џозеф Меде, Бошар и многи други), где се даје слика да на великом делу Европе, оном на којем данас живе Словенски народи, да су се ту налазили и у античко време, те да су се звали другим именима: Сармати, Венди, Анти, Илири, Трачани, Дачани... Деретић даје објашњење о овим именима и прави јасну разлику између имена којима сам народ себе зове у односу на она која неком народу дају стари Грци, Латини...
Ту објашњава како је име „Сармати” настало због несавршености Грчког језика, те да ови ”... где стоји Б стављају МП, а некад и само М...”, а да то у ствари значи „Сарбати”, што је старо име за Србе.
Деретић објашњава да је име „Словени” новијег датума, да је настало тек у 6. веку, а да се учесталије користи тек почев од 9. века.

### Србија пре Римског царства
По Деретићу Србија се простирала дуж источне обале Јадранског мора, неколико векова пре римског освајања. Престоница ове античке Србије био је град Сарда, данашњи Скадар. Ову Србију, дуж Јадранског мора, назива Јадранском Србијом, да би направио разлику између ње и друге две Србије: једна у Дакији (данашња Румунија) и друга на северу, на Сарматском мору (Балтичко море).
По Деретићу, Јадранска Србија је достигла највећи свој домет у време владавине краља или цара Агрона, од 240. до 230. године п. н. е. Ову Агронову државу византијски хроничар Зонара назива „Српском империјом“.
Јадранска Србија је имала у своме саставу следеће покрајине, према савременим називима: Црну Гору, Албанију, Метохију, Рашку, Босну, Херцеговину, Далмацију, Лику и Крбаву и Истру. Цела јадранска обала, од Трста до Јонског мора, била је у поседу Србије.
Деретић такође тврди да је Јадранска Србија освојена од Римљана, постепено у неколико ратова од 229. до 168. п. н. е. римска власт је утврђена тек 9.-те године н. е.
Римљани су Србију називали Илиријом, именом које су преузели од Грка. По Деретићу Јадранска Србија није била и једина српска држава на Балканском полуострву па су Грци употребљавали посебне називе за сваку од њих. Једно српско племе са предела између река Војуше и Маће звало се Илирима, или тачније речено: Грци су их звали Илирима. Како је то племе из Јадранске Србије било најбоље познато Грцима, они су по њему и сва друга српска племена, западно од њега, називали Илирима.
По распаду Римског царства и по распаду римске Илирије Деретић тврди да Византинци су називали Илиријом само драчку тему, то јест предео племена Илира.
Такође име Далмати и по њему име Далмација нису имена неког посебног народа. То је име настало по тврђави Далми, која је била седиште једног савеза српских племена у борби против Римљана, око 160. године п. н. е. Тврђава Далма се налазила десно од извора реке Неретве, изнад Невесиња. Племена Далмског Савеза Римљани су називали Далматима.
Деретић афирмише да стари писци су најчешће говорили о појединим покрајинама или племенима, а ређе о народу као целини у националном погледу и да нису имали исто схватање о нацији као што то ми данас имамо.
Деретић тврди да је и Херодот, у 5. веку п. н. е., утврдио да су Венети и Илири један исти народ. Цитира и географа Толомеја из Александрије (2. век) који каже да су Венети (Венеди) велики народ који чини добар део Сарматије.. Деретић под Сарматијом подразумева Северну Србију, а Срби у њој се називају Венетима. У Северној Србији било је тада и других народа осим Срба.
И Мавро Орбин, 16-ти век, каже: "Ови Толомејеви Венети су данашњи Словени". Потом цитиран је и Јевсевије Памфил, 4. век који каже да је Тиберије победио (9. године н. е.) „сарматске Далмате“.
Деретић узима у обзир и равенског анонимног писца Космографије, који је живео половином 7. века, и који каже да су постојале три Србије: једна до Грчке, друга у Дакији и трећа у Сарматији, до Сарматског мора. Под првом Србијом коју ми називамо Јадранском, овај анонимни писац подразумева и стару Македонију. Друга Србија је, каже, била отаџбина античких Дачана. Трећа је отаџбина Сармата.

### Српско-римски односи
Римљани су постепено освојили све српске пределе на Балканском полуострву, Деретић тврди да је у тим свим пределима живео један те исти народ, и да су Римљани све ујединили у једну јединствену римску провинцију - Илирију. Затим је Илирији припојена и Античка Грчка и тако је створена велика провинција Илирик. Римски Илирик је обухватао цело Балканско полуострво и сва острва у Белом мору и на Пелагу, завршно са Критом. Пошто је римски Илирик обухватао територију данашње Србије и Грчку, да бисмо правили разлику ми ћемо овде говорити само о Илирији, коју Деретић назива римском Србијом. Римска Илирија била је у ствари проширена Јадранска Србија и простирала се на северу до реке Ина и до Дунава и на истоку до Црног мора.
Према Деретићу, Римљанима је било потребно време од три века да освоје све српске земље на Балканском полуострву. Убрзо потом римска Србија је ступила у службу Римског царства -- „илирске легије“ постале су главна војна снага Римског царства. Преузимајући главну улогу у одбрани Римског царства, према Деретићу, Срби су убрзо преузели и главну политичку улогу у њој. Први римски цар наводно Србин, био је Максимин Рашанин 235. године н.е. Од тога времена управни центар Царства прелази из Рима у Сирмијум, град који је према Деретићу, био главни град римске Србије. Са Декијусом Трајаном, који је дошао на престо 248. године, почиње непрекидна српска доминација Царством и трајаће све до смрти цара Валентинијана II, 392. године. Пуне 144 године Срби су владали Римским царством без прекида.
Римско царство као универзалну светску државу, према Деретићу, Срби су прихватили за своју државу и бранили су је као што су бранили и своју Србију. Одбрана граница од непрекидних напада и одржавање унутрашњег реда у једној овако пространој империји исцрпели су Србију. Настало је време када није више било могуће опремити довољан број легија за одбрану граница и тада је неминовно дошло до њене пропасти. Према Деретићу, ово је био главни разлог слома Римског царства, а све остало и сви други разлози били су споредни и од малог значаја.
Српска национална свест, код Срба унутар Царства, била је врло развијена и постоје бројни докази о саосећању и сарадњи између њих и Срба ван Царевине. Срби су одржавали римску државну традицију и при ступању на неки положај у држави узимали су римска имена, али српско национално име није било потиснуто нити је био потиснут осећај националне припадности. Александријски научник, Клаудије Толомеј, који је живео од 90. до 168. године н. е., у својој Географији света помиње Србе као такве у Илирији, заправо у данашњој Херцеговини .

## Критике
Српски историчари и професори критиковали су ненаучне тврдње Деретића и осталих неоромантичара и упозоравали на опасност оваквог произвољног тумачења извора и историје уопште, као на пример, академик Божидар Ферјанчић који је у НИН-у од октобра 1994. (бр. 28) устао у одбрану Георгија Острогорског који је био предмет напада неоромантичара, и притом истакао да тезе о Србима као најстаријем народу на свету и српском језику као прајезику свих других, немају никаквог научног основа и на њих се (...) не треба обазирати (...) зато што су такве тезе засноване на делима која доносе ненаучно засноване хипотезе.
Једну од најупечатљивијих критика неоромантизма дао је проф. Радивој Радић, професор историје на Филозофском факултету у Београду. У својој књизи „Срби пре Адама и после њега“, која је настала као одговор на бројне нападе и тешке оптужбе које су неоромантичари почетком деведесетих година упутили институцијама као што је САНУ као и ауторитетима српске историографије, Радић је изложио темељну и обимно референцирану критику ставова не само Деретића, него и других припадника неоромантичарске аутохтоне школе.
Радић даље цитира Деретићеву тврдњу да се Стефан Немања повукао са престола 10. априла 1195. године и да је умро 13. фебруара 1200. године, и наводи како је још 1968. године доказано да је Стефан Немања оставио престо 25. марта 1196, а да је умро 13. фебруара 1199. године., и као референцу наводи рад проф. Реље Новаковића, „О датуму и разлозима Немањиног силаска с престола“ (ЗРВИ, 11 (1968). pp. 129–139) На следећој страници, Радић наставља низање Деретићевих грешака: Деретић тврди да је Мехмед II Освајач дошао на престо кад је имао 21 годину, и да је био син Мурата и Јелене, кћерке деспота Ђурђа Затим Радић објашњава у чему је грешка — Мехмед јесте био син Мурата, али не и Јелене Бранковић. Заправо, друга кћер деспота Ђурђа, Мара Бранковић, а не Јелена, била је удата за Мурата, али није била Мехмедова мајка. Као референцу за ову тврдњу наводи рад Руже Ћук, „Царица Мара“, објављен у Историјском часопису 1978/79. године ( pp. 53–57) Даље Радић наводи како ни сам Франц Бабингер, познати турколог који је велики део својих истраживања посветио баш животу Мехмеда Освајача, није знао са сигурношћу ко је била Мехмедова мајка, наводећи као референцу рад самог Бабингера, „Мехмед Освајач и његово доба“, (прев. Т. Бекић, Нови Сад (1968). pp. 12).
Радић такође наводи Деретићеву тврдњу да Немањићи потичу од византијског цара Лицинија. и низом логичних аргумената доказује да је таква тврдња немогућа. Наиме, Радић прво наводи чињеницу која је „позната свим медиевистима“, а то је да је у средњем веку било веома уобичајено да дворски историчари измишљају родбинске везе како би дали већу старину многим владарским породицама, и Немањићи нису били изузетак. Писци српских родослова су се ослањали на словенски превод византијске Светске хронике коју је написао Јован Зонара Затим, Радић додаје:
Међутим, да видимо чињенице: Лициније је убијен 325. године, а Немања се родио 1113. године. Између њих двојице зјапи празнина од безмало осам векова, а научници су са великим напором, и после дугих распри, једва утврдили ко је био Немањин отац (...) Осим тога, према српским родословима, Стефан Немања је био Лицинијев праунук, што би значило да су Немањини отац, деда и прадеда морали живети по три или четири столећа.
На страници 72, Радић наводи да Деретић у својој књизи „Западна Србија“ тврди да је Сулејман Величанствени био Србин., да је византијски цар Јустинијан I био такође Србин пореклом из Пећи и да му је право име било Управда , као и да је свети Јероним Стридонски био такође Србин Неке од Деретићевих теза су чак биле прихваћене услед слабог познавања извора, попут оне о наводном Јустинијановом пореклу, и у старијој стручној историографији (19. век) али су потом одбачене као историографске заблуде.
Радић наводи низ материјалних грешака које се провлаче кроз цео Деретићев целокупни опус, и једну по једну логички разлаже и доказује уз обиље референци. Прва грешка на коју Радић указује јесте Деретићева тврдња да је Деса, а не Завида, био отац Стефана Немање. Радић своју тврдњу референцира радом „Стефан Немања у модерној историографији“ професорке Јованке Калић, историчарке и академика, стручњака за историју средњег века. Радић такође наводи Деретићеву тврдњу да је Проклета Јерина била Јерина Палеолог и да је била жена деспота Лазара Бранковића Затим образлаже нетачност ове тврдње и то у две тачке: Проклета Јерина није припадала роду Палеолога, него царској породици Кантакузин, и није била жена Лазара Бранковића, већ Лазаревог оца, деспота Ђурђа Бранковића. Као референцу за ову тврдњу, Радић наводи дело Михаила Ласкариса, „Византијске принцезе у средњовековној Србији. Прилог историји византијско-српских односа од краја 12. до средине 15. века“ (Београд, 1926, репринт (1997). стр. 97-123), као и дело историчара Момчила Спремића, „Деспот Ђурађ Бранковић и његово доба“ (Београд (1994). pp. 63).
У поглављу „Аљкава употреба титула“, Радић критикује олаку употребу титуле цара и уопште непознавање византијске титулатуре г. Деретића. Радић наводи како се Деретић позива на Ану Комнину, тврдећи да је сама византијска принцеза звала краља Бодина царем Далмата. Затим даље наводи како Ана Комнина заправо краља Константина Бодина назива егзархом, а не василевсом Далмата, што би била одговарајућа титула за цара. Као референце за ову тврдњу Радић наводи два издања историјског дела „Алексијада“ византијске принцезе Ане Комнине:
- [39]
- [39]

У поглављу „Презиме или титула“, Радић наводи како новоромантичари не умеју да разликују титулу од презимена, и као први пример даје управо Деретића. Радић цитира следећу Деретићеву реченицу:
Последњи византијски војвода Далмације и Хрватске, Константин Севаст, протеран је од стране српске војске.
Затим Радић анализира грешке које се појављују у овом цитату: прво указује на чињеницу да Византинци нису имали титулу војводе, а затим каже да „севаст“ није презиме, него византијска титула која значи „величанство“, и у почетку је била исто што и титула августа, али под Алексијем I постала је мање важнија након увођења титуле протосеваста.
Српски политичар Војислав Шешељ критиковао је одлуку Града Београда да се Деретић сахрани у Алеји сматрајући га одговорним за обмане у вези са српском историјом. Шешељ је окривио српског новинара Миломира Марића и Телевизију Хепи да је знатно допринео популаризацији псеудоисторијских ставова Деретића.

## Дела
- Историја Срба, I том, Јован И. Деретић, Ница, 1975.
- Историја Срба, II том, Јован И. Деретић, Ница, 1976.
- Западна Србија, Јован И. Деретић, Publishing International, Чикаго, 1995.
- Серби, народ и раса – Нова Вулгата, Јован И. Деретић, Publishing International, Чикаго, прво издање 1995; Глас српски, Бања Лука, друго издање 1998.; Сардонија, Београд, треће издање. 2006.  978-86-86129-03-1.
- Арбанаси у Србији, Јован И. Деретић, "Никола Пашић", Београд, 1999.
- Античка Србија, Јован И. Деретић, Југо-пирс, Темерин, прво издање 2000.; Сардонија, Београд, друго издање 2000.
- Срби и Арбанаси, Jован И. Деретић.
- Наша победа, Јован И. Деретић, Београд, 2005.
- Албанци лажни Илири, Јован И. Деретић, Пешић и синови, Београд, 2007.
- Измишљено досељавање Срба, Јован И. Деретић, Драгољуб П. Антић и Слободан М. Јарчевић, Еколошки покрет града Новог Сада.
- Србица - историја писмености, Јован И. Деретић и Драгољуб П. Антић, Сардонија, Београд, 2009.
- Доћириловска писменост
- Историја Срба и Руса, I том, Јован И. Деретић и Драгољуб П. Антић, Сардонија, Београд, 2010.
- Историја Срба и Руса, II том, Јован И. Деретић и Драгољуб П. Антић, Сардонија, Београд, 2011.
- Историја Срба и Руса, III том, Јован И. Деретић и Драгољуб П. Антић, Ганеша клуб, Београд, 2012.
- Српско писмо - дар човечанству, Јован И. Деретић и Драгољуб П. Антић, Ганеша клуб, Београд, 2014.
- Илирска Србија, Јован И. Деретић и Драгољуб П. Антић, Ганеша клуб, Београд, 2014.
- Древна Историја Срба и Руса, Књига прва, Настанак и Ширење Цивилизације, Јован И. Деретић и Драгољуб П. Антић, Ганеша клуб, Београд, 2017.
- Древна Историја Срба и Руса, Књига друга, Древна Царства, Јован И. Деретић и Драгољуб П. Антић, Ганеша клуб, Београд, 2017.
- Древна Историја Срба и Руса, Књига трећа, Ратничке Државе, Јован И. Деретић и Драгољуб П. Антић, Ганеша клуб, Београд, 2017.
- Древна Историја Срба и Руса, Књига четврта, Доба Хришћанства, Јован И. Деретић и Драгољуб П. Антић, Ганеша клуб, Београд, 2017.
- Србија у Средњем Веку, Јован И. Деретић и Драгољуб П. Антић, Ганеша клуб, Београд, 2019.
- Дивонија, Јован И. Деретић, Ганеша клуб, Београд, 2021.
- Нова Крмчија, Јован И. Деретић и Драгољуб П. Антић, Ганеша клуб, Београд, 2021.